# Constantino Maradei Donato
Constantino Maradei Donato (n. Ciudad Bolívar, Venezuela; 9 de diciembre de 1915- f. enero de 1992) fue un obispo venezolano.

## Biografía
Ingresó en el Seminario Interdiocesano de Caracas el 30 de septiembre de 1928. En el año 1935 es enviado a Roma a estudiar Teología, teniendo su residencia en el Pontificio Colegio Pío Latino Americano. Es ordenado sacerdote el 8 de abril de 1939. En el año 1942 fue asignado como teniente-cura de la parroquia de Cantaura. Fue nombrado organista y maestro de capilla de la Catedral de Ciudad Bolívar.
Fue profesor en el Liceo Peñalver de Ciudad Bolívar, siendo después el director del orfeón del mismo liceo. En el año 1955 fue a prepararse como capellán militar.

## Episcopado

### Obispo de Cabimas
El 23 de julio de 1965, el papa Pablo VI lo nombró I Obispo de la Diócesis de Cabimas.
El 29 de agosto de 1965 fue consagrado obispo.

### Obispo de Barcelona (Venezuela)
El 18 de noviembre de 1969, el Papa Pablo VI lo nombró III Obispo de la Diócesis de Barcelona (Venezuela).
Desde Barcelona fue dos períodos consecutivos presidente de Liturgia de la Conferencia Episcopal Venezolana. 

### Obispo emérito de Barcelona (Venezuela)
En diciembre de 1991, por mandato canónico (en cumplimiento del canon 401, parágrafo 1), al cumplir 75 años, dejó la Diócesis a su sucesor, Mons. Miguel Delgado Ávila. 

## Fallecimiento
Murió, al mes de dejar la diócesis, en enero de 1992. Sus restos descansan en la Catedral de Barcelona.
Estando como obispo de la ciudad de Barcelona, y en la celebración de sus Bodas de Oro Sacerdotales, dijo una frase muy célebre, y que está inscrita sobre su lápida, en la cripta donde reposa su cuerpo, en la catedral de Barcelona: "Puedo caminar descalzo por el mundo, porque no he sembrado espinas"
| Predecesor: Ninguno              | I Obispo de Cabimas 1965 - 1969 | Sucesor: Marco Tulio Ramírez Roa       |
| Predecesor: Ángel Pérez Cisneros | Obispo de Barcelona 1969 - 1991 | Sucesor: Miguel Delgado Ávila (obispo) |